# Nina Sky
Nina Sky es un dúo musical de origen puertorriqueño formado por las gemelas Nicole y Natalie Albino (nacidas el 13 de marzo de 1986).

## Vida y carreras tempranas
Sus padres se trasladaron a Nueva York desde Puerto Rico y se divorciaron cuando las chicas eran jóvenes. Ellas nacieron en Puerto Rico y se criaron en el barrio Astoria de Queens, Nueva York.
Debido a que su padrastro trabajaba como DJ, las gemelas tuvieron influencia de diferentes tipos de música. Cuando tenían solo 7 años, escribieron su primera canción, "sisters", y ya querían convertirse en cantantes.
Sus padres fueron un gran apoyo para las ambiciones de sus hijas. Su padrastro les dio lecciones de guitarra y batería. Las hermanas querían disponer de un nombre propio; el usar las dos primeras sílabas de sus nombres ("Ni" y "Na") dio origen al nombre de "Nina". Luego agregaron "Sky", que para ellas representaba que "el cielo es el límite".

## 2004–2006
En 2004, Jettsonz presentó a las niñas a Cipha Sounds, un DJ de hip hop bajo el sello Star Trak, propiedad de The Neptunes (Pharrell y Chad Hugo). Cipha Sounds quedó impresionado cuando escuchó a las chicas cantando y sugirió que se utilizase el riddim "Coolie Danza". Las gemelas procedieron a escribir "Move Ya Body" (junto con Jettsonz, quien también produjo el disco), mezcla de R&B, pop y otros ritmos caribeños. Finalmente, se hizo una demostración de la canción, que cayó en manos de Eddie O'Loughlin, el presidente de una discográfica de "Entretenimiento" (una división de Universal Records). O'Loughlin firmó con las gemelas un contrato y comenzó a trabajar en su álbum debut.
El sencillo "Move Ya Body" fue lanzado el 27 de abril de 2004 y alcanzó los 5 primeros lugares en los EE. UU. mientras ocupó los 10 primeros en Reino Unido, Alemania, Suiza y Países Bajos. El 29 de junio de 2004 lanzaron su primer álbum homónimo, con Betty Wright.
Las gemelas Natalie y Nicole siguieron trabajando para promover su música. Han contribuido a la música de reguetón con canciones como "Oye mi canto" y "Más maíz" con el artista y productor N.O.R.E.. Colaboraron también con el artista Sean Paul en la canción "Connection" de su álbum "The Trinity".

## Del 2007 al 2010
El grupo Nina Sky estuvo en el Festival del Orgullo de Phoenix el 17 de abril de 2010. Además trabajó con la cantante francesa Kenza Farah en la canción "Celle qu'il te faut", que está grabada en francés y en inglés. El videoclip de esta canción se hizo en Nueva York.
Nina Sky fue a la grabación de su segundo álbum de estudio "A partir de hoy". El álbum fue lanzado el 27 de julio de 2007. Los productores son Bruno y Phil, Neo da Matriz, Ryan Leslie, Salaam Remi, y el cantante Rick Ross. A finales de 2007, Nina Sky dejó su sello, Universal Records, y firmó con Polo Grounds.
También han reunido remixes de canciones populares como "J. Holiday's", "Bed", "Elliott Yamin's,  "Wait For You", "Cassidy's,  "My Drink n My 2 Step", "The-Dream's" y "I Love Your Girl", y han trabajado con Brooklyn MC Red Cafe en su álbum the Co-Op, y "The Alchemist" en su canción "Key To The City".
Las hermanas Nina Sky aparecieron en el álbum de Major Lazer, Guns Don't Kill People... Lazers Do.

## Discografía

### Álbumes
Álbumes de estudio
- Nina Sky (2004)
- A partir de hoy (2007)
- Nicole and Natalie (2012)

Mixtapes
- La Conexion (2005)

EP
- The Other Side (2010)

### Sencillos
- 2004: "Move Ya Body" (con Jabba)
- 2004: "Turnin' Me On"
- 2005: "Time To Go" (con Angie Martínez)
- 2005: "Ladies Night" (con Ivy Queen)
- 2005: "Lovin You" (con Notch)
- 2005: "Your Time"
- 2006: "Sugar Daddy"
- 2006: "Flippin' That" (con Rick Ross)
- 2008: "Curtain Call" (con Rick Ross)
- 2008: "On Some Bullshit"
- 2010: "You Ain't Got It (Funk That)"
- 2012: "Day Dreaming"
- 2012: "Heartbeat"
- 2012: "Comatose"
- 2014: "Stoners" (con Smoke DZA)
- 2015: "Forever"
- 2016: "Champion Lover"

Colaboraciones
- 2005: "Oye mi canto" (N.O.R.E. con Nina Sky, Daddy Yankee, Gem Star & Big Mato)
- 2004: "Hold You Down" (The Alchemist con Nina Sky & Prodigy)
- 2004: "Gal Yuh Lead (Remix)" (T.O.K. con Beenie Man & Nina Sky)
- 2005: "You're Lying" (Aventura con Nina Sky)
- 2005: "Connection" (Sean Paul con Nina Sky)
- 2005: "Play That Song" (Tony Touch con B-Real & Nina Sky)
- 2005: "Bailando" (Yaga & Mackie con Nina Sky)
- 2006: "Más Maíz" (N.O.R.E. con Fat Joe, Lumidee, Big Mato, Chingo Bling, La Negra of LDA, Lil Rob & Nina Sky)
- 2007: "Things You Do" (Red Café & DJ Envy con Nina Sky)
- 2007: "Don't Be Shy" (Belly con Nina Sky)
- 2009: "Move" (N.O.R.E. con Jim Jones & Nina Sky)
- 2009: "Celle qu'il te faut" (Kenza Farah con Nina Sky)
- 2009: "Keep It Goin' Louder" (Major Lazer con Ricky Blaze & Nina Sky)
- 2009: "Boom" (Play-N-Skillz con Pitbull & Nina Sky)
- 2011: "Cocoa Butter" (Statik Selektah & Action Bronson con Nina Sky)
- 2015: "Afterhours" (TroyBoi con Diplo & Nina Sky)
- 2016: "Riot" (Azealia Banks con Nina Sky)